# Eiger (berg i Grönland)
Eiger är ett berg i Grönland (Kungariket Danmark). Det ligger i den östra delen av Grönland, 1 600 km nordost om huvudstaden Nuuk. Toppen på Eiger är 800 meter över havet. Eiger ingår i Hallebjergene.
Terrängen runt Eiger är bergig österut, men västerut är den kuperad. Havet är nära Eiger österut.  Trakten runt Eiger är nära nog obefolkad, med mindre än två invånare per kvadratkilometer. Det finns inga samhällen i närheten. Trakten runt Eiger är permanent täckt av is och snö.